# هنري فلمور
هنري فيلمور (بالإنجليزية: Henry Fillmore) هو قائد فرقة ‏ وملحن أمريكي، ولد في 3 ديسمبر 1881 في سينسيناتي في الولايات المتحدة، وتوفي في 7 ديسمبر 1956 في ميامي في الولايات المتحدة.

## وصلات خارجية
- مقالات تستعمل روابط فنية بلا صلة مع ويكي بيانات